# Посуело-де-Сарсон
Посуело-де-Сарсон (ісп. Pozuelo de Zarzón) — муніципалітет в Іспанії, у складі автономної спільноти Естремадура, у провінції Касерес. Населення — 568 осіб (2010).
Муніципалітет розташований на відстані близько 230 км на захід від Мадрида, 75 км на північ від Касереса.

## Демографія
Динаміка населення (INE ):